# José Antolín Nieto Sánchez
José Antolín Nieto Sánchez (Madrid, 19 de septiembre de 1965) es un historiador español.

## Biografía
Doctor en Filosofía y Letras por la Universidad Autónoma de Madrid en 1999 y luego profesor de Historia Moderna en dicho centro docente, ha trabajado también como tutor en la Universidad Nacional de Educación a Distancia y en la Universidad Pablo de Olavide de Sevilla. Buena parte de sus trabajos de investigación giran en torno al comercio de Madrid y su provincia, pudiéndose destacar sus monografías sobre El Rastro de Madrid, singular mercado al aire libre de tradición histórica cuya complejidad ha podido estudiar desde dentro debido a la circunstancia de pertenecer a una familia de vendedores con tradición en el castizo entorno de la plaza del Campillo del Mundo Nuevo. Destaca su conocimiento e investigación de los aspectos gremiales, legales, corporativos y sociológicos, y su reflejo en las estructuras productivas y conflictividad laboral del Madrid de los siglos XVIII, XIX y XX.
En otros campos de la historia es autor de manuales sobre La protoindustrialización en Castilla, 1350-1850, Los olvidados de la República: la guerrilla en España (1936-1965), Historia de Roma: día a día en la Roma Antigua y un manual sobre la Historia de España: de Tartessos al siglo XXI (2007).